# Paulo da Silva
Paulo César da Silva Barrios (Asunción, 1 februari 1980) is een Paraguayaans betaald voetballer die bij voorkeur in de verdediging speelt. Hij verruilde in juni 2015 CF Pachuca voor Deportivo Toluca FC. Op 27 juli 2000 debuteerde hij tegen Bolivia in het Paraguayaans voetbalelftal.
Sunderland nam Da Silva in juli 2009 over van Toluca, waarvoor hij sinds 2003 uitkwam. Eerder speelde hij voor onder meer de Italiaanse clubs Perugia Calcio, SSC Venezia en Cosenza. Hij maakte deel uit van de Paraguayaanse selecties voor het wereldkampioenschap voetbal 2006 en het wereldkampioenschap voetbal 2010.